# Mikołaj Małachowski (1730–1784)
Mikołaj Małachowski hrabia herbu Nałęcz (ur. 1730 roku, zm. 29 września 1784 roku) – wojewoda sieradzki od 1775, wojewoda łęczycki od 1773, starosta opoczyński w latach 1752-1783, rotmistrz chorągwi 2. Brygady Kawalerii Narodowej, rotmistrz powiatu opoczyńskiego w 1764 roku.

## Życiorys
Syn Jana i Izabeli de Rychty Humieckiej, brat Jacka, Antoniego i Stanisława. Ożenił się z Marianną Ewą Męcińską w 1759. Miał z nią córkę Izabelę (żonę Franciszka Ksawerego Rostworowskiego) i dwóch synów: Jana Nepomucena (1764–1822) i Stanisława Aleksandra (1770–1849).
Wybrany posłem na sejm 1756 roku z powiatu opoczyńskiego. Był posłem z województwa sandomierskiego na sejm 1758 roku. Poseł na sejm nadzwyczajny  1761 roku z województwa sandomierskiego. 29 kwietnia 1761 roku zerwał sejm nadzwyczajny. Poseł na sejm 1762 roku. Był członkiem konfederacji Czartoryskich w 1764 roku.  Był posłem na sejm konwokacyjny (1764). W 1764 roku był elektorem  Stanisława Augusta Poniatowskiego z województwa sandomierskiego. Poseł, wojewoda łęczycki od 1773, wojewoda sieradzki od 1775 oraz starosta opoczyński. Został właścicielem wsi: Kozłów i miasta Włoszczowy. Członek konfederacji Andrzeja Mokronowskiego w 1776 roku. Odznaczony Orderem Orła Białego 13 grudnia 1776, a wcześniej w 1766 został kawalerem Orderu Świętego Stanisława. 
Dziedzic dóbr Końskie. Do odziedziczonego po dziadzie Stanisławie tytuł hrabiowskiego Rzeczypospolitej, dołączył otrzymany w Wiedniu w 1780 tytuł hrabiego galicyjskiego.
Pochowany w kościele pw. NMP we Włoszczowie, gdzie do dziś można oglądać jego nagrobek z czarnego marmuru. W tym samym mieście znajduje się kaplica pw. Wszystkich Świętych wzniesiona przez jego małżonkę Ewę z Męcińskich w 1787 roku, po jego śmierci jako voto dziękczynne.